# Ascorhynchus levissimus
Ascorhynchus levissimus is een zeespin uit de familie Ascorhynchidae. De soort behoort tot het geslacht Ascorhynchus. Ascorhynchus levissimus werd in 1908 voor het eerst wetenschappelijk beschreven door Loman. 